# Epilissus micheli
Epilissus micheli är en skalbaggsart som beskrevs av Lebis 1953. Epilissus micheli ingår i släktet Epilissus och familjen bladhorningar. Inga underarter finns listade i Catalogue of Life.